# 保証
保証（ほしょう）とは、主たる債務者がその債務を履行しないときに、その履行をする責任を負う債務（446条1条）。
- 民法について、以下では条数のみ記載する。

## 概説
保証とは、主たる債務者が債務を履行しない場合に、その債務を主たる債務者に代わって履行する義務を負うことをいう（446条）。
この債務を保証債務（ほしょうさいむ）とよび、義務を負う者を保証人（ほしょうにん）と呼ぶ。保証債務は、保証人と債権者との間で締結される契約（保証契約）によって生じる。
抵当権のように物の交換価値によって債務の弁済を担保する物的担保に対し、保証は、保証人の資力（財力）を弁済の担保とするため、連帯債務などとともに人的担保といわれる。保証人が自然人である場合は個人保証、法人である場合は法人保証という。特に、信用保証協会のように保証を業務とする法人によってなされる保証は機関保証という。

## 保証債務の性質
保証債務は、主たる債務との関係で以下のような性質を有する。
独立性
保証債務は、それによって担保されている主たる債務とは別個独立の債務である。
同一内容性
保証債務とそれによって担保された主たる債務の内容は、原則として同一である。もっとも、保証の内容は保証契約で定まるのであり、主たる債務の内容から一義的に定まるものではないから、同一内容性の原則はしばしば排されているといえる（例えば、サーカス公演契約を保証した者は自らサーカスを行うのではなく、違うサーカス団を探してきたり、損害賠償をしたりといった内容の保証債務を負っていると考えられる）。
付従性（附従性）
保証債務の成立、変更、消滅は、主たる債務の成立、変更、消滅に従う。つまり、保証債務は、主たる債務がなければ成立せず、主たる債務より重い債務となることはなく、また主たる債務が消滅すればともに消滅する。保証債務の付従性は、成立、（内容の）変更、消滅の各局面において、それぞれ、成立における付従性、内容における付従性、消滅における付従性として問題となる。後に詳述する。
随伴性
主たる債権について債権譲渡がされた場合、保証債務履行請求権も主たる債権と同時に債権の譲受人へと移転する。
補充性
保証債務は、主たる債務者が債務不履行に陥って初めてその補充のため履行する義務が生じる二次的な債務であること（446条）。
そのため、保証人は、原則として、債権者から履行を請求された場合に催告の抗弁権と検索の抗弁権を持つことになる。後に詳述する。

## 保証債務の成立

### 保証契約
保証債務は、保証人と債権者との間の保証契約によって成立する。

#### 要式契約
保証契約は、書面でしなければ、その効力を生じない（446条2項）。保証契約がその内容を記録した電磁的記録によってされたときは、その保証契約は、書面によってされたものとみなされる（446条3項）
2004年（平成16年）の民法改正により、保証契約には書面または電磁的記録が必要な要式契約となった。これは、従来から軽い気持ちで保証を引き受けて重い負債を負ってしまうことがあるので、そのようなことを防ぐ目的である。
さらに2017年改正の民法（2020年4月1日法律施行）により、事業に係る債務についての保証契約は、原則として、その契約の締結に先立ち、その締結の日前1箇月以内に作成された公正証書で保証人になろうとする者が保証債務を履行する意思を表示していなければ無効とされることになった（465条の6）。#事業に係る債務についての保証契約の特則を参照。

#### 保証人の要件
保証人は、債務者が立てる義務を負う場合には、行為能力者であり、弁済をする資力を有することが必要である（450条1項）。保証人が弁済の資力を失ったときは、債権者は代わりとなる保証人を立てるよう請求することができる（450条2項）。債務者は450条1項に定められる要件を具備する保証人を立てることができないときは、他の担保を供することで保証人に代えることができる（451条）。 なお、保証人の要件について定めた450条1項・2項の規定は、債権者が保証人を指名した場合には適用されない（450条3項）。

#### 成立における付従性
成立における付従性とは、保証債務は主たる債務を担保するものであるから、保証債務が存在するためには、主たる債務が有効に成立していなければならないという原則である。主たる債務が無効であったり取り消されたりすれば、保証債務も無効又は消滅する。ただし、保証契約時に行為能力の制限によって取り消すことができる債務であることを知りながら保証した者は、主たる債務が不履行の場合又は主たる債務が取り消された場合において、主たる債務と同一の内容の独立した債務を負担したものと推定される（449条）。

### 保証委託契約
保証人と債権者との間の保証契約の前提として、主たる債務者が保証人に保証を委託する保証委託契約が締結されることが多い。ただし、保証委託契約の有無は保証契約の効力に何ら影響を及ぼさない。
2017年改正の民法（2020年4月1日法律施行）により、事業のために負担する債務について個人が保証する場合、保証を求められた個人が自らが債務を履行する可能性を判断できるよう、主たる債務者に対して契約締結時の保証人への情報提供義務が課せられた。#事業に係る債務についての保証契約の特則を参照。

## 保証債務の効力

### 保証債務の範囲
保証債務は、主たる債務に関する利息、違約金、損害賠償のほか、債務に従たるすべてのものを包含する（447条1項）。保証人は、その保証債務についてのみ、違約金・損害賠償額を約定することができる（447条2項）。

### 内容における付従性
保証債務が主たる債務よりも過大になることはない。これを内容における付従性という。
- 保証人の負担が債務の目的又は態様において主たる債務より重いときは、これを主たる債務の限度に減縮する（448条1項）。
- 主たる債務の目的又は態様が保証契約の締結後に加重されたときであっても、保証人の負担は加重されない（448条2項）。

448条2項は保証契約の締結後に主たる債務が加重されても保証人の負担は加重されないとの従来からの一般的な理解を明文化するもので、2017年改正の民法（2020年4月1日法律施行）で新設された。

### 催告の抗弁権・検索の抗弁権
保証債務には補充性から催告の抗弁権と検索の抗弁権が認められる（446条）。
催告の抗弁権
保証人は、債権者から履行の請求をされた場合に、まず主たる債務者に催告をするよう請求でき、主たる債務について一時的責任を負わされることを回避することができる。ただし、主たる債務者が破産手続開始の決定を受けたとき、又はその行方が知れないときは、この限りでない（452条）。
検索の抗弁権
保証人は主たる債務者が債務を履行できるだけの資力を有しており、かつ執行が容易であることを証明すれば、債権者からの請求を拒むことができる。この場合、債権者はまず主たる債務者の財産について執行しなければならなくなる（453条）。
検索の抗弁を行使するためには、主たる債務者が容易に執行できる若干の財産を有していることの証明があれば足り、これによって得られる弁済が債権全額に及ぶことを証明する必要はない（大判昭8.6.13）。
債権者が催告や執行を行っても主たる債務者から全額について弁済を受けられなかった場合、再び保証人に債務の残部の履行を請求することになる。しかし、これらの抗弁権が行使された場合、債権者が直ちに催告や執行をしなかったがために弁済額が減少したのであれば、その分までを保証人に負担させることはできない（455条）。例えば、主たる債務が100万円だったとして、検索の抗弁を受けた後すぐに執行をしたなら70万円は回収できたところ、それを怠ったがために50万円しか弁済を受けられなかったとする。通常なら残る50万円は保証人の負担となるが、抗弁の後すぐに執行すれば70万円を回収できたのであるから、債権者は保証人に対して30万円しか請求することはできないのである。
これらの抗弁権は債権者にとって厄介な負担であることから、特約によって排除されることが多い。このように、債権者が、主たる債務者に催告・執行をしなくても、いきなり保証人に債務の履行を請求することができる保証のことを連帯保証という。#連帯保証を参照。

### 保証債務の対内的効力

#### 主たる債務者に生じた事由の効力
付従性により、主たる債務について生じた事由は原則として保証債務にも効力が及ぶ。
- 主たる債務者に対する履行の請求その他の事由による時効の完成猶予及び更新は、保証人に対しても、その効力を生ずる（457条1項）。
- 保証人は、主たる債務者が主張することができる抗弁をもって債権者に対抗することができる（457条2項）。
  - 2017年の改正前の旧457条2項は「保証人は、主たる債務者の債権による相殺をもって債権者に対抗することができる。」と規定していたが、2017年改正の民法（2020年4月1日法律施行）で相殺の抗弁に限らず主債務者の有する抗弁事由一般について保証人も主張することができるとする従来からの法理が明文化された[1]。
- 主たる債務者が債権者に対して相殺権、取消権又は解除権を有するときは、これらの権利の行使によって主たる債務者がその債務を免れるべき限度において、保証人は、債権者に対して債務の履行を拒むことができる（457条3項）。
  - 2017年の改正前の旧457条2項は「保証人は、主たる債務者の債権による相殺をもって債権者に対抗することができる。」と規定していたが、旧457条2項の「対抗することができる」は、保証人に主債務者の相殺権の行使（主債務者の権利を処分すること）まで認める趣旨の規定ではなく、主債務の相殺によって債務が消滅する限度で保証人も履行を拒絶することができるにとどまると解されていた[1][2]。
  - 2017年改正の民法（2020年4月1日法律施行）では保証人は主たる債務者が相殺等でその債務を免れるべき限度において債権者に対して債務の履行を拒むことができるという履行拒絶権であることが明文化され取消権や解除権と併せて規定された（457条3項）[1][2]。

ただし、以下の事由は保証債務に影響しない。
- 主たる債務が加重されても保証債務は加重されない（448条）。
- 主たる債務の消滅時効が完成している場合、主たる債務者が時効利益を放棄しても時効利益の放棄は相対効であるから、保証人は債務の消滅を主張できる（保証人との間の保証債務は消滅）[4]。

#### 保証人に生じた事由の効力
保証人について生じた事由のうち、主たる債務を消滅させる弁済（代物弁済、供託を含む）は、主たる債務者に対しても効力が及ぶ。このほか連帯保証の場合には連帯債務の規定が準用される（458条）。#連帯保証を参照。

### 情報提供義務

#### 主たる債務の履行状況に関する情報提供義務
保証人が主たる債務者の委託を受けて保証をした場合において、保証人の請求があったときは、債権者は、保証人に対し、遅滞なく、主たる債務の元本及び主たる債務に関する利息、違約金、損害賠償その他その債務に従たる全てのものについての不履行の有無並びにこれらの残額及びそのうち弁済期が到来しているものの額に関する情報を提供しなければならない（458条の2）。
保証人が知らないうちに主たる債務者が債務不履行となり遅延損害金が増大してから保証人が履行請求を受けるのは酷であるが、金融機関等の債権者には守秘義務があり、保証人から主たる債務の履行状況等の照会に回答してよいか問題があった。2017年改正の民法（2020年4月1日法律施行）では委託を受けた保証人の請求による主たる債務の履行状況に関する情報提供義務を定めた（458条の2）。
主たる債務の履行状況に関する情報提供は、貸金等債務に係る保証に限らず全ての保証契約が対象となる。ただし、債務の履行状況等が主たる債務者の信用情報にかかわるため、請求権者は受託保証人に限られる（主たる債務の履行状況に関する情報提供義務は保証人が個人・法人いずれかを問わない）。

#### 主たる債務者が期限の利益を喪失した場合における情報提供義務
主たる債務者が期限の利益を有する場合において、その利益を喪失したときは、債権者は、保証人に対し、その利益の喪失を知った時から二箇月以内に、その旨を通知しなければならない（458条の3第1項）。
保証人の知らないうちに主たる債務者が期限の利益を喪失した場合、保証人が突然に残債務の一括返済や増大した遅延損害金の支払いを求められるのは酷である。2017年改正の民法（2020年4月1日法律施行）では主たる債務者が期限の利益を喪失した場合における情報の提供義務を定めた（458条の3）。期間内の通知を怠った場合、債権者は、保証人に対し、主たる債務者が期限の利益を喪失した時から同項の通知を現にするまでに生じた遅延損害金（期限の利益を喪失しなかったとしても生ずべきものを除く。）に係る保証債務の履行を請求することができない（458条の3第2項）。
主たる債務者が期限の利益を喪失した場合における情報の提供義務は、個人保証のみを適用対象としており、保証人が法人である場合には適用されない（458条の3第3項）。

## 保証債務の消滅

### 消滅における付従性
弁済や相殺によって主たる債務が消滅すれば保証債務も消滅する（消滅における付従性）。
ただし、主たる債務が債務不履行に陥って契約を解除された場合、主たる債務は損害賠償債務や原状回復義務による債務へと変化するが、保証債務はその債務をも担保する。
また、契約がいったんは有効に成立しながらも後に合意によって解除された場合、ここで生じる損害賠償や原状回復義務は合意解除の際の債権者と主たる債務者による新たな取り決めによって発生したものである。原則からいえば元の主たる債務は消滅しているのだから保証債務も消滅するのだが、この合意によって生じた債務についても保証の効果が及ぶとされる。ただし、保証人の関知しないところでなされた合意によって債務が生じるのだから、保証人に過大な責任を押し付けることも考えられる。そこで保証人を保護するため、保証債務が存続するのはその内容が従前よりも重いものではないときに限られるとされる。

### 求償権の問題
保証人が債権者に対して債務を弁済した場合（つまり肩代わりをした場合）、保証人は債務について最終的な責任を負うものではないから、主たる債務者に対して求償できる。しかし、保証人となった経緯に応じて求償できる範囲や方法が異なる。

#### 委託を受けた保証人の求償権
保証人が主たる債務者の委託を受けて保証をした場合において、主たる債務者に代わって弁済その他自己の財産をもって債務を消滅させる行為（以下「債務の消滅行為」という。）をしたときは、その保証人は、主たる債務者に対し、そのために支出した財産の額（その財産の額がその債務の消滅行為によって消滅した主たる債務の額を超える場合にあっては、その消滅した額）の求償権を有する（459条1項）。債務の消滅行為にあたっては後述の主たる債務者への事前通知と事後通知を要する。
2017年改正の民法（2020年4月1日法律施行）で委託を受けた保証人が弁済期前に弁済等をした場合の求償権の規定が新設された（459条の2）。主たる債務の弁済期前の保証人の弁済等は、委託の趣旨に反すると考えられることから、委託を受けない保証の場合と同様の範囲にまで求償を制限する趣旨である。
債務が弁済期にあるときなど以下の場合には、委託を受けた保証人は、保証債務を履行する前でも、あらかじめ主たる債務者に求償することができる（460条、事前求償権）。
1. 主たる債務者が破産手続開始の決定を受け、かつ、債権者がその破産財団の配当に加入しないとき。
2. 債務が弁済期にあるとき。ただし、保証契約の後に債権者が主たる債務者に許与した期限は、保証人に対抗することができない。
3. 保証人が過失なく債権者に弁済をすべき旨の裁判の言渡しを受けたとき。
なお、2017年の改正前の460条3号は「債務の弁済期が不確定で、かつ、その長期をも確定することができない場合において、保証契約の後十年を経過したとき。」とされていたが、主たる債務の額すら確定できない場合であったため削除された[1]。

#### 委託を受けない保証人の求償権
- 主たる債務者の意思に反しない場合
  - 主たる債務者からの委託を受けない保証人は、原則として、肩代わりで弁済した当時、主たる債務者が利益を受けた限度で求償できる（462条1項・459の2第1項）。この場合の求償権の法的性質は、不当利得返還請求権（703条）ないし事務管理の費用償還請求権である。
  - 利益が現存しないことの立証責任は求償を受ける主債務者の側にある[5]。
  - 債務の消滅行為をしたときは後述の主たる債務者への事後通知を要する。
- 主たる債務者の意思に反して保証人となった場合
  - この場合、保証人は、求償の時点で主たる債務者が利益を受けている限度で求償できる（462条2項）。

#### 通知義務
- 事前通知
  - 委託を受けた保証人は債務の消滅行為をするにあたり主たる債務者に事前通知を要する[1][3]。事前通知がない場合、主たる債務者は、債権者に対抗することができた事由をもってその保証人に対抗することができる（463条1項）。
  - 2017年の改正前の民法では委託の有無を区別せずに、保証人に事前通知義務が課せられていたが、委託を受けない保証人は事前通知の有無に関係なく求償の範囲が制限されることから、2017年改正の民法（2020年4月1日法律施行）で事前通知義務を委託を受けた保証人に限っている[1][3]。
- 事後通知
  - 委託を受けた保証人及び委託を受けないが主たる債務者の意思には反しない保証人の場合、債務の消滅行為をしたときは主たる債務者に事後通知を要する[3]。事後通知がなく、主たる債務者が善意で債務の消滅行為をしたときは、主たる債務者は、その債務の消滅行為を有効であったものとみなすことができる（463条3項）[3]。
  - 委託を受けず主たる債務者の意思にも反する保証人の場合、求償権は主たる債務者が求償時に現に利益を受けている限度とされているため（462条2項）、保証債務が履行された後に主たる債務者が債務の消滅行為をした場合には利益はなく求償できない[3]。そのため2017年改正の民法（2020年4月1日法律施行）では、委託を受けず主たる債務者の意思にも反する保証人の場合、事後の通知の有無にかかわらず、主たる債務者の債務の消滅行為を有効とみなすとされた（463条3項）[3]。

## 特殊な保証

### 連帯保証

#### 連帯保証の意義
主たる債務の債務者が弁済できない場合に二次的に履行の義務を生じるという性質（補充性）が認められず、保証人が主たる債務者と連帯して債務を負担する保証を連帯保証という。連帯保証をした者を連帯保証人という。

#### 連帯保証の特徴
以下の点で補充性が認められる通常の保証（単純保証）とは異なる。
- 単純保証の保証人には催告の抗弁権と検索の抗弁権が認められるが、連帯保証人にはこれらは認められない（454条）。よって債権者は主債務者の状況にかかわらず、いきなり連帯保証人の財産にかかっていけることになる。
- 通常の単純保証では、保証人が数人いる場合には各保証人は債権者に対して保証人の数に応じて分割された部分についてのみ債務を負担する（456条・427条）。これを分別の利益という。連帯保証の場合には、この分別の利益がなく、連帯保証人が数人いる場合であっても、各連帯保証人は債権者に対して債務の全額について責任を負わなければならない。なお、連帯保証人間の内部関係においては、各連帯保証人には負担部分が存在するので、連帯保証人の一人が自己の負担額を超えて弁済した場合には、他の連帯保証人に求償することができる（465条1項・442条）。
- 連帯保証の場合には連帯保証人に生じた事由について連帯債務の履行の請求等の規定が準用される（458条）。
  - 連帯債務者についての規定が、原則として、連帯保証人について生じた事由に準用されることは従前どおりであるが、2017年改正の民法（2020年4月1日法律施行）で請求等が相対的効力になるなど主たる債務者に対しても効力が及ぶ絶対的効力事由が改正前に比べて少なくなっている[1][6]。
  - 連帯保証人について生じた事由は、主たる債務を消滅させる弁済等のほか、458条により更改（438条（旧435条））、相殺（439条（旧436条））、混同（440条（旧438条））は、主たる債務者に対しても効力が及ぶ。2017年改正の民法（2020年4月1日法律施行）で連帯保証人に対する請求、免除、時効の完成の効力は、主たる債務者に及ばないこととなった[2]。
  - なお、2017年改正の民法（2020年4月1日法律施行）で、債権者及び他の連帯債務者の一人が別段の意思を表示したときは、当該他の連帯債務者に対する効力は、その意思に従うとされた（441条ただし書）。458条によりこの規定は連帯保証にも準用され、連帯保証人に対する請求など主たる債務者にも効力を生じさせたい事由について、債権者と主たる債務者の間でこれらの事由に絶対効が生じる旨の特約を締結することができる[1][6]。

#### 商法上の特則
民法では特約のない限り単純保証が原則であるが、商法は民法の特則として、債務が主たる債務者の商行為によって生じたものである場合、もしくは保証が商行為である場合（これらを商事保証という）には、主たる債務者及び保証人が各別の行為によって債務を負担したときであっても当該保証債務は各自が連帯して負担する連帯保証になるとする（商法第511条2項）。

### 根保証
一定の範囲で継続的に発生する不特定の債務を包括的に保証するという保証の形態を根保証という（465条の2）。2017年改正の民法（2020年4月1日法律施行）により個人が保証人となる根保証契約（個人根保証契約）全般についての規律が新設された（465条の6）。
根保証の典型として、身元保証が挙げられる。身元保証における保証人の責任等については、「身元保証に関する法律」に規定される。

#### 個人根保証契約
保証人が法人でない根保証契約を個人根保証契約という（465条の2）。
平成17年4月1日より施行された「民法の一部を改正する法律」では、個人である保証人の保護を図るため、貸金等根保証についてそれまでの取扱いを大きく変える改正がなされた（貸金等根保証契約では、極度額を約定しない場合、無効となる。また、5年以内の元本確定日を定めなければならず、定めなかった場合は3年となるほか、5年を超える確定日を定めた場合も3年とされていた）。
2017年改正の民法（2020年4月1日法律施行）により、貸金等債務に限定する規定は改められ、個人が保証人となる根保証契約（個人根保証契約）全般についての規律が新設された（465条の2）。本改正により、従来、極度額の制限がなかった身元保証契約についても、極度額を定め書面等で取り交わすことが義務化された。

### 共同保証
- 共同保証
  - 保証人が1人の場合を単独保証というのに対し、保証人が2人以上いる保証の形態を共同保証という。保証人間に連帯のない通常の共同保証では、各保証人は債権者に対して均等に分割された保証債務の部分についてのみ債務を負担するという分別の利益（456条・427条）が認められる。分別の利益が認められる共同保証の場合、保証人の一人が全額又は自己の負担部分を超える額を弁済したときには民法462条が準用される（465条2項・462条）。なお、分別の利益は特約で排除される場合がある（後述の保証連帯）。
- 保証連帯
  - 共同保証のうち、分別の利益を特約によって排除し、各保証人が債権者に対して債務の全額について責任を負うこととするものを保証連帯という。保証連帯は分別の利益のない点で連帯保証と似ているが、保証連帯の場合には催告の抗弁権や検索の抗弁権が認められる点で連帯保証とは異なる。保証連帯の場合にも保証人間の内部関係においては、各保証人には負担部分が存在するので、保証人が自己の負担部分を超えて弁済したときには、超過部分について他の保証人に求償することができる（465条1項・442条）。

## 事業に係る債務についての保証契約の特則

### 個人保証の制限
事業のための借入れについて保証人となった個人が想定外の多額の負債を抱える結果となり生活が破綻することが社会問題となっている。
2017年改正の民法（2020年4月1日法律施行）により、事業のために負担した貸金等債務を主たる債務とする保証契約又は主たる債務の範囲に事業のために負担する貸金等債務が含まれる根保証契約は、原則として、その契約の締結に先立ち、その締結の日前1箇月以内に作成された公正証書で保証人になろうとする者が保証債務を履行する意思を表示していなければ無効とされることになった（465条の6）。
ただし、経営者保証による事業者の借入れに支障が生じるのを避けるため、主債務者の事業に実質的に関与している者（取締役等の経営者、議決権の過半数を有する主要株主、当該主要株主の議決権の過半数を有する主要株主、主要株主（親会社）とその主要株主との合計で、議決権の過半数を有する場合の当該親会社の主要株主、共同経営者及び事業に現に従事している主債務者の配偶者）が行う個人保証については方式要件は適用除外とされている（465条の9）。

### 契約締結時の情報提供義務
主たる債務者は、事業のために負担する債務を主たる債務とする保証又は主たる債務の範囲に事業のために負担する債務が含まれる根保証の委託をするときは、委託を受ける者に対し、次に掲げる事項に関する情報を提供しなければならない（465条の10）。
1. 財産及び収支の状況
2. 主たる債務以外に負担している債務の有無並びにその額及び履行状況
3. 主たる債務の担保として他に提供し、又は提供しようとするものがあるときは、その旨及びその内容

2017年改正の民法（2020年4月1日法律施行）により、事業のために負担する債務についての保証を求められた個人が、自らが債務を履行する可能性を判断できるよう、主たる債務者に対して課せられた義務である（458条の2や458条の3の情報提供義務とは異なり、債権者に課せられた情報提供義務ではない）。